# گونگ هیو جین
گونگ هیو جین (کره‌ای: 공효진؛ زادهٔ ۴ آوریل ۱۹۸۰) بازیگر اهل کره جنوبی است. او به خاطر ایفای نقش در مجموعه‌های تلویزیونی سانگ دو! بیا بریم مدرسه (۲۰۰۳)، متشکرم (۲۰۰۷)، پاستا (۲۰۱۰)، بزرگ‌ترین عشق (۲۰۱۱)، خورشید ارباب (۲۰۱۳)، مشکلی نیست این عشقه (۲۰۱۴)، تهیه‌کنندگان (۲۰۱۵)، حسادت آشکار (۲۰۱۶) و وقتی کاملیا شکوفا می‌شود (۲۰۱۹) شناخته می‌شود. لقب او به خاطر ایفای نقش موفق در درام‌های کمدی رمانتیک، ملکه کمدی رمانتیک است.

## زندگی شخصی
در آوریل ۲۰۲۲ گونگ هیو جین و کوین اوه اعلام کردند که قرار می‌گذارند.
بعداً در اوت ۲۰۲۲، کوین در نامه‌هایی که در صفحات مجازی خود پست کرده‌بود اعلام کرد که آنها در اکتبر در ایالات متحده آمریکا ازدواج خواهند کرد و مراسم ازدواج به صورت خصوصی و تنها با حضور اقوام نزدیک از دو خانواده برگزار خواهد شد. آنها در یک مراسم خصوصی در ۱۱ اکتبر ۲۰۲۲ یواِس تایم در نیویورک ازدواج کردند.

## جوایز و نامزدی‌ها
| سال  | جایزه                                       | مقام                                          | کار نامزد شده           | نتیجه    | منبع                 |
| ---- | ------------------------------------------- | --------------------------------------------- | ----------------------- | -------- | -------------------- |
| ۲۰۰۱ | ۲۲مین جایزه فیلم اژدهای آبی                 | بهترین بازیگر نقش مکمل زن                     | Guns & Talks            | نامزدشده | [ ۶ ]                |
| ۲۰۰۱ | SBS Drama Awards                            | جایزه ستاره جدید                              | روزهای شگفت‌انگیز        | برنده    |                      |
| ۲۰۰۲ | ۳۸مین جایزه هنری پاکسانگ                    | بهترین هنرپیشه زن جدید (TV)                   | روزهای شگفت‌انگیز        | برنده    | [ ۷ ]                |
| ۲۰۰۲ | ۲۳مین جایزه فیلم اژدهای آبی                 | بهترین بازیگر نقش مکمل زن                     | Volcano High            | نامزدشده | [ ۸ ]                |
| ۲۰۰۲ | جوایز درام ام‌بی‌سی                           | جایزه محبوبیت                                 | Ruler of Your Own World | برنده    |                      |
| ۲۰۰۳ | ۲۴مین جایزه فیلم اژدهای آبی                 | بهترین بازیگر نقش مکمل زن                     | Conduct Zero            | نامزدشده | [ ۹ ]                |
| ۲۰۰۳ | جوایز درام ام‌بی‌سی                           | جایزه عالی، بازیگر زن                         | آدم‌برفی                 | نامزدشده | [ ۱۰ ]               |
| ۲۰۰۳ | KBS Drama Awards                            | جایزه بهترین زوج مشترکاً با رین                | سانگ دو! بیا بریم مدرسه | برنده    | [ ۱۱ ]               |
| ۲۰۰۳ | KBS Drama Awards                            | جایزه نتیزن                                   | سانگ دو! بیا بریم مدرسه | برنده    | [ ۱۱ ]               |
| ۲۰۰۳ | KBS Drama Awards                            | جایزه عالی، بازیگر زن                         | سانگ دو! بیا بریم مدرسه | برنده    | [ ۱۱ ]               |
| ۲۰۰۶ | ۵مین جایزه سینمای کره جنوبی                 | بهترین بازیگر زن                              | روابط خانوادگی          | نامزدشده | [ ۱۲ ] [ ۱۳ ]        |
| ۲۰۰۶ | ۴۷مین جشنواره بین‌المللی فیلم تسالونیکی      | بهترین بازیگر زن                              | روابط خانوادگی          | برنده    | [ ۱۴ ]               |
| ۲۰۰۷ | ۶مین جایزه سینمای کره جنوبی                 | بهترین بازیگر نقش مکمل زن                     | خوشحالی                 | برنده    | [ ۱۵ ] [ ۱۶ ]        |
| ۲۰۰۷ | MBC Drama Awards                            | برترین جایزه عالی، بازیگر زن                  | متشکرم                  | برنده    | [ ۱۷ ] [ ۱۸ ]        |
| ۲۰۰۸ | 2nd Asian Film Awards                       | بهترین بازیگر نقش مکمل زن                     | خوشی                    | نامزدشده | [ ۱۹ ]               |
| ۲۰۰۸ | ۴۵مین جایزه ناقوس بزرگ                      | بهترین بازیگر نقش مکمل زن                     | خوشی                    | نامزدشده | [ ۲۰ ]               |
| ۲۰۰۸ | ۱۶مین Chunsa Film Art Awards                | بهترین بازیگر نقش مکمل زن                     | خوشی                    | نامزدشده | [ ۲۱ ] [ ۲۲ ]        |
| ۲۰۰۸ | ۱۷مین Buil Film Awards                      | بهترین بازیگر نقش مکمل زن                     | ام                      | نامزدشده | [ ۲۳ ]               |
| ۲۰۰۸ | ۲۹مین جایزه فیلم اژدهای آبی                 | بهترین بازیگر زن                              | سرخ شدن و خرد شدن       | نامزدشده | [ ۲۴ ] [ ۲۵ ]        |
| ۲۰۰۸ | ۹مین جشنواره هنرهای تجسمی کره               | Photogenic Award                              | سرخ شدن و خرد شدن       | برنده    | [ ۲۶ ] [ ۲۷ ]        |
| ۲۰۰۸ | ۷مین جایزه سینمای کره جنوبی                 | بهترین بازیگر زن                              | سرخ شدن و خرد شدن       | برنده    | [ ۲۸ ] [ ۲۹ ] [ ۳۰ ] |
| ۲۰۰۸ | ۱۱مین Director's Cut Awards                 | بهترین بازیگر زن                              | سرخ شدن و خرد شدن       | برنده    | [ ۳۱ ]               |
| ۲۰۰۸ | ۹مین Women in Film Korea Awards             | بهترین بازیگر زن                              | سرخ شدن و خرد شدن       | برنده    | [ ۳۲ ]               |
| ۲۰۰۹ | ۴۵مین جایزه هنری بکسانگ                     | بهترین بازیگر زن                              | سرخ شدن و خرد شدن       | نامزدشده | [ ۳۳ ]               |
| ۲۰۰۹ | ۸مین جشنواره فیلم آسیایی نیویورک            | Rising Star Asia Award                        | سرخ شدن و خرد شدن       | برنده    | [ ۳۴ ]               |
| ۲۰۱۰ | جوایز CETV                                  | ۱۰ ستاره برتر آسیایی                          | پاستا                   | برنده    | [ ۳۵ ] [ ۳۶ ]        |
| ۲۰۱۰ | ۳مین جوایز سبک نماد                         | Style Leader                                  | —                       | برنده    | [ ۳۷ ]               |
| ۲۰۱۰ | جوایز درام ام‌بی‌سی                           | جایزه بهترین زوج مشترکاً با لی سون-کیون        | پاستا                   | برنده    | [ ۳۸ ] [ ۳۹ ]        |
| ۲۰۱۰ | جوایز درام ام‌بی‌سی                           | برترین جایزه عالی، بازیگر زن                  | پاستا                   | برنده    | [ ۴۰ ] [ ۴۱ ]        |
| ۲۰۱۱ | ۵مین Mnet 20's Choice Awards                | Hot Style Icon                                | —                       | برنده    | [ ۴۲ ] [ ۴۳ ]        |
| ۲۰۱۱ | ۵مین Mnet 20's Choice Awards                | Hot Drama Star - Female                       | بزرگ‌ترین عشق            | برنده    | [ ۴۲ ] [ ۴۴ ]        |
| ۲۰۱۱ | 4th Korea Drama Awards                      | بهترین بازیگر زن                              | بزرگ‌ترین عشق            | نامزدشده | [ ۴۵ ]               |
| ۲۰۱۱ | جوایز درام ام‌بی‌سی                           | جایزه بهترین زوج مشترکاً با چا سونگ وون        | بزرگ‌ترین عشق            | برنده    | [ ۴۶ ]               |
| ۲۰۱۱ | جوایز درام ام‌بی‌سی                           | جایزه محبوبیت                                 | بزرگ‌ترین عشق            | برنده    | [ ۴۶ ]               |
| ۲۰۱۱ | جوایز درام ام‌بی‌سی                           | برترین جایزه عالی، بازیگر زن در مینی سریال    | بزرگ‌ترین عشق            | برنده    | [ ۴۶ ]               |
| ۲۰۱۲ | 48th جایزه هنری بکسانگ                      | بهترین بازیگر زن (TV)                         | بزرگ‌ترین عشق            | برنده    | [ ۴۷ ] [ ۴۸ ]        |
| ۲۰۱۲ | ۶مین Mnet 20's Choice Awards                | ۲۰′s Movie Star - Female                      | داستان عشق              | نامزدشده | [ ۴۹ ]               |
| ۲۰۱۲ | 33rd جایزه فیلم اژدهای آبی                  | Popular Star Award                            | داستان عشق              | برنده    | [ ۵۰ ] [ ۵۱ ]        |
| ۲۰۱۲ | 33rd جایزه فیلم اژدهای آبی                  | بهترین بازیگر زن                              | داستان عشق              | نامزدشده | [ ۵۲ ]               |
| ۲۰۱۳ | ۷مین Mnet 20's Choice Awards                | 20's Movie Star - Female                      | خانواده بومرنگ          | نامزدشده |                      |
| ۲۰۱۳ | 34th جایزه فیلم اژدهای آبی                  | Popular Star Award                            | خانواده بومرنگ          | برنده    |                      |
| ۲۰۱۳ | 6th Style Icon Awards                       | 10 Style Icons                                | —                       | برنده    |                      |
| ۲۰۱۳ | 6th Korea Drama Awards                      | برترین جایزه عالی، بازیگر زن                  | خورشید ارباب            | نامزدشده |                      |
| ۲۰۱۳ | 2nd APAN Star Awards                        | برترین جایزه عالی، بازیگر زن                  | خورشید ارباب            | نامزدشده |                      |
| ۲۰۱۳ | SBS Drama Awards                            | برترین جایزه عالی، بازیگر زن در یک مینی سریال | خورشید ارباب            | نامزدشده | [ ۵۳ ]               |
| ۲۰۱۴ | 3rd APAN Star Awards                        | برترین جایزه عالی، بازیگر زن در یک مینی سریال | مشکلی نیست این عشقه     | نامزدشده |                      |
| ۲۰۱۴ | 22nd Korea Culture and Entertainment Awards | برترین جایزه عالی، بازیگر زن در یک درام       | مشکلی نیست این عشقه     | برنده    |                      |
| ۲۰۱۴ | SBS Drama Awards                            | جایزه بهترین زوج مشترکاً با جو این سونگ        | مشکلی نیست این عشقه     | برنده    | [ ۵۴ ]               |
| ۲۰۱۴ | SBS Drama Awards                            | برترین جایزه عالی، بازیگر زن در یک مینی سریال | مشکلی نیست این عشقه     | برنده    | [ ۵۴ ]               |
| ۲۰۱۷ | ۵۳مین مراسم اهدای جوایز هنری بکسانگ         | محبوب‌ترین بازیگر زن                           | حسادت آشکار             | نامزدشده |                      |
| ۲۰۲۰ | ۵۶مین مراسم اهدای جوایز هنری بکسانگ         | بهترین بازیگر نقش اول زن                      | وقتی کاملیا شکوفا می‌شود | نامزدشده |                      |